# Zarándoklat a San Isidro-kúthoz
A Zarándoklat a San Isidro-kúthoz (Peregrinación a la fuente de San Isidro vagy El Santo Official) Goya spanyol festő alkotása, mely jelenleg a madridi Prado gyűjteményében látható. A festő fekete festmények néven ismertté vált sorozatának darabja, melyet 1819 és 1823 között festett a Madridhoz közeli Quinta del Sordó-ban.

## A festmény
A festmény egy körmenetet ábrázol, melynek élén nyolc jól kivehető emberalak látható. Egy férfi 17. századi ruhát visel, kezében egy pohár. A fekete festmények többsége sötét tónusú alkotás, melyeken a barna, a szürke és a fekete színek dominálnak. A Zarándoklat a San Isidro-kúthoz nem illik ebbe a sorba: Goya a kép bal felére fényes égboltot festett, mely bevilágítja a tájat. A fekete festmények között található még egy alkotás, melyen zarándokokat láthatunk: a jóval sötétebb képi világú Zarándoklat San Isidróba.